# Aeroportul Bole Alashankou
Aeroportul Bole Alashankou (IATA: BPL, ICAO: ZWBL) este un aeroport din Bole⁠(d), Bortala Mongol Autonomous Prefecture⁠(d), Xinjiang, Republica Populară Chineză ce deservește zona Bole⁠(d). Aeroportul a fost tranzitat în 2022 de 161.061 de pasageri. A fost numit după zona deservită.
Situat la o altitudine de 382 m, aeroportul dispune de o singură pistă.